# 柏木町 (青森県)
柏木町（かしわぎまち）は、かつて青森県にあった町。

## 地理
- 河川：平川、六羽川、枇杷田川

## 沿革
- 1889年（明治22年）4月1日 - 町村制施行により南津軽郡柏木町村、小杉村、四ツ屋村、石畑村、原田村、大坊村、岩館村、吹上村、高畑村、石郷村が合併し、柏木町村（かしわぎまちむら）が発足。
- 1929年（昭和4年）7月1日 - 改称のち町制施行し柏木町となる。
- 1955年（昭和30年）3月1日 - 南津軽郡大光寺町、竹館村、町居村、尾崎村と合併し、平賀町となり消滅。